# Bernardas Brazdžionis

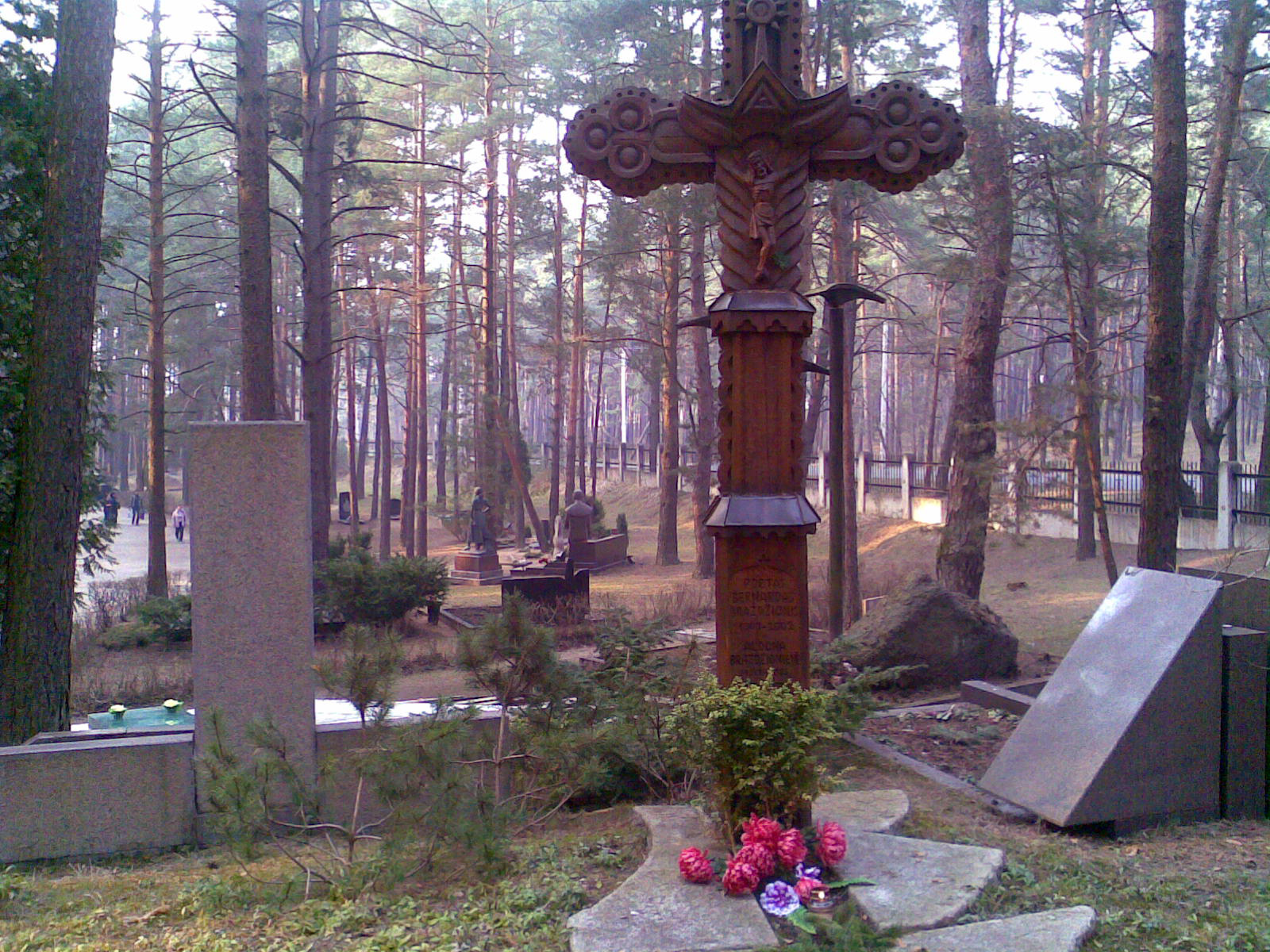
Tomba de Bernardas Brazdžionis

Bernardas Brazdžionis (11 de gener de 1907, Stebeikėliai - 11 de juliol de 2002, Los Angeles), també conegut com a Vytė Nemunėlis i Jaunasis Vaidevutis, va ser un poeta lituà.

## Biografia
Bernardes Brazdžionis va néixer a Stebeikėliai el 1907. Quan tenia un any, la família va emigrar als Estats Units. Brazdžionis amb la seva família s'hi van quedar fins al 1914, quan van tornar a Lituània. Va acabar l'escola secundària a la ciutat de Biržai el 1929. Poc després de graduar-se es va inscriure a la Universitat Vytautas el Gran. Hi va acabar els estudis el 1934.
Va ajudar a corregir diverses revistes i papers lituans, com per exemple, Ateities spinduliai o Pradalgės. També va escriure crítiques de llibres. El 1939 va ser guardonat amb el premi de literatura de l'estat pel seu llibre de poesia Kunigaiksciu miestas. El 1944 es va traslladar a Alemanya, on va viure fins al 1949. Brazdžionis finalment es va establir als Estats Units, on va participar activament en activitats de la comunitat lituana.
Cançons patriòtiques basades en els seus poemes es van realitzar durant la Revolució Cantant (1987-1991) a Lituània. L'edició completa de la seva poesia, Poezijos pilnatis va ser un gran exit comercial.
Va morir a Los Angeles el 2002. El mateix any les seves restes es van enterrar al cementiri de Petrašiūnai a la ciutat lituana de a Kaunas.

## Obra

### General[2]
- Lietuviu Enciklopedija (Enciclopèdia lituana)
- Lietuviu Dienos (Dies lituans)

### Poesia
- 1931: Amžinas žydas (El jueu etern).
- Kunigaiksciu miestas
- Poezijos pilnatis